# Сопротивление Тихама
Сопротивление Тиха́ма — вооруженная группировка, сформированная местными жителями "йеменской части" региона Тихама с целью противодействия контролю хуситов над западным побережьем Йемена. Группировка была сформирована в 2014 году, когда хуситские боевики захватили Ходейду и всю остальную северо-западную часть Йемена. Эта группировка начала активно действовать с 2015 года, участвуя в битве за Таиз на стороне коалиции и правительства Хади. В декабре 2017 года группа приняла участие в наступлении на Ходейду вместе с боевиками Южного движения, ВС Йемена и коалиционной интервенцией.